# モンタルド・ロエーロ
モンタルド・ロエーロ（伊: Montaldo Roero）は、イタリア共和国ピエモンテ州クーネオ県にある基礎自治体（コムーネ）。

## 地理

### 位置・広がり

#### 隣接コムーネ
隣接するコムーネは以下の通り。
- バルディッセーロ・ダルバ
- チェレゾーレ・アルバ
- コルネリアーノ・ダルバ
- モンテーウ・ロエーロ
- ヴェッツァ・ダルバ

#### 地震分類
イタリアの地震リスク階級 (it) では、4 に分類される
。